# Bicerin

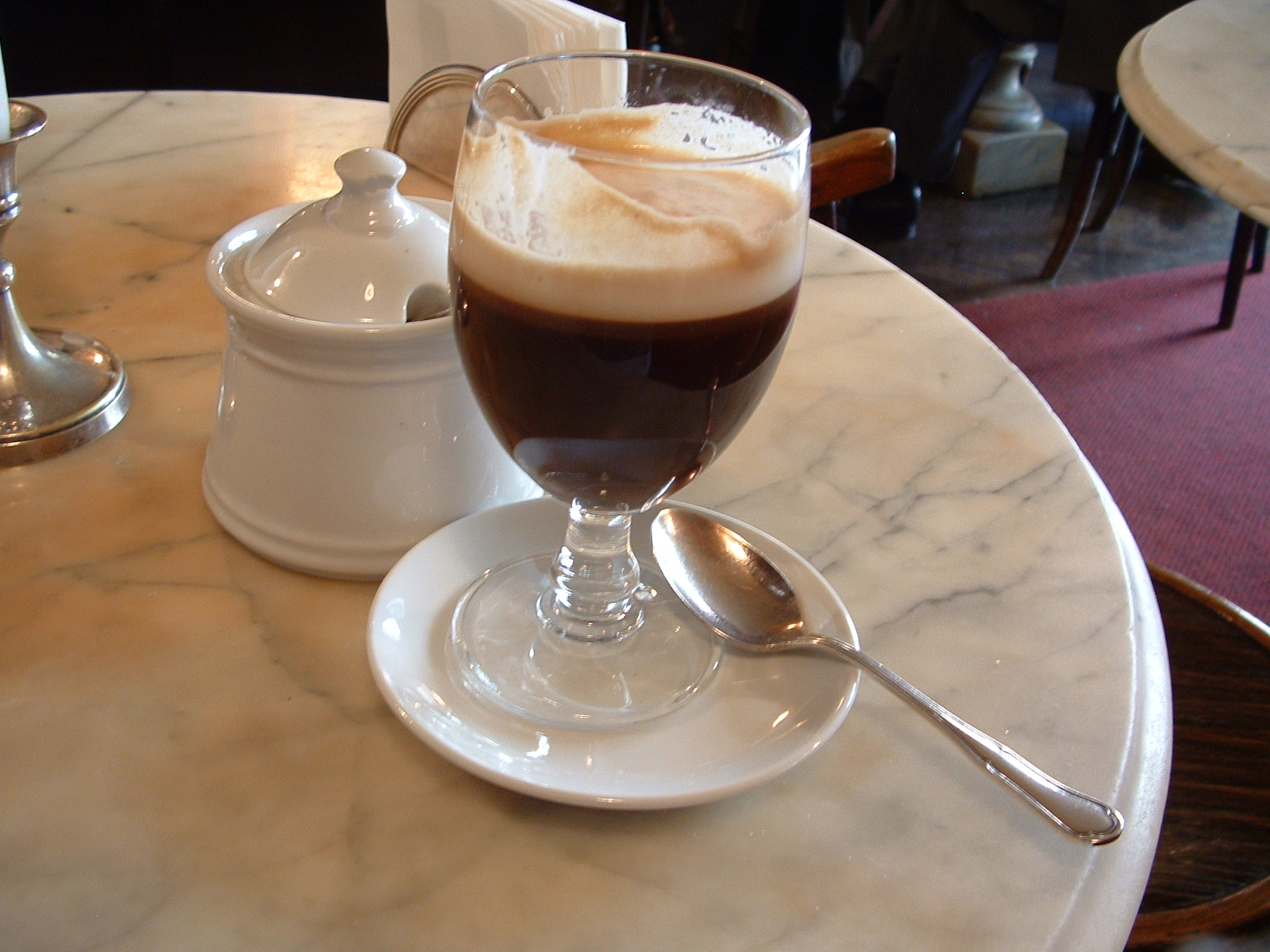
Ein Gläschen Bicerin

Bicerin ist ein traditionsreiches, alkoholfreies Turiner Heißgetränk aus Espresso, Kakao und Vollmilch. Das Getränk wurde seinerzeit in dem 1763 gegründeten Café Al Bicerin kreiert. Das Wort Bicerin ist piemontesisch und bedeutet Gläschen.